# Stazione di Sanremo
Stazione di Sanremo vasútállomás Olaszországban, Sanremo településen.

## Vasútvonalak
Az állomást az alábbi vasútvonalak érintik:
- Genova–Ventimiglia-vasútvonal

## Kapcsolódó állomások
A vasútállomáshoz az alábbi állomások vannak a legközelebb:
- Stazione di Bordighera
- Stazione di Taggia-Arma